# STOVIA

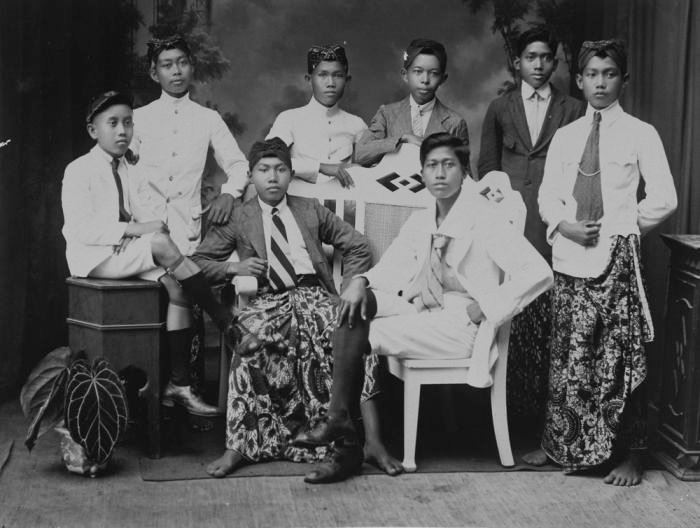
Studenti della STOVIA (1920-1933)

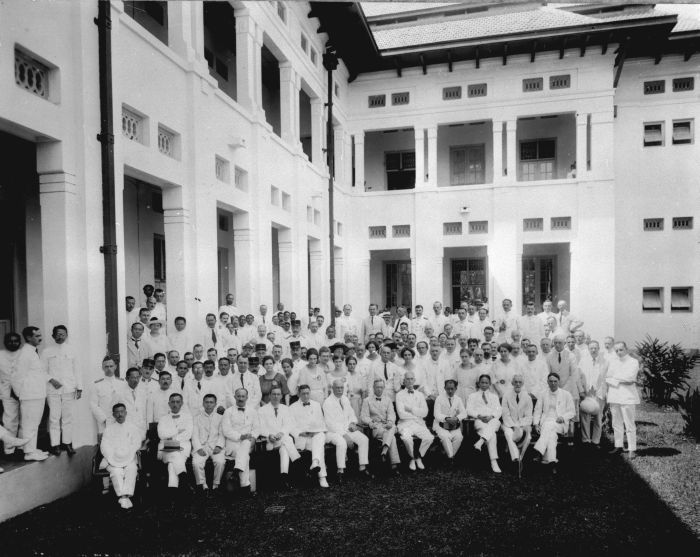
Un gruppo nutrito di studenti (1920-1933)

La School tot Opleiding van Inlandsche Artsen ("Scuola per la formazione dei medici indigeni") o STOVIA è stata una scuola di medicina fondata a Batavia, nelle Indie orientali olandesi (rispettivamente oggi Giacarta e Indonesia). Venne aperta ufficialmente nel marzo del 1902 in un edificio che ora è il Museo del Risveglio Nazionale a  Weltevreden, un ricco distretto della capitale.
Tra i suoi più noti studenti, figurarono l'attivista Pah Wongso, il giornalista Djamaluddin Adinegoro e il biologo Djoehana Wiradikarta.